# Sphaerodactylus altavelensis
Sphaerodactylus altavelensis — вид геконоподібних ящірок родини Sphaerodactylidae. Мешкає в Гаїті і Домініканській Республіці

## Підвиди
Виділяють чотири підвиди:
- Sphaerodactylus altavelensis brevirostratus Shreve, 1968;
- Sphaerodactylus altavelensis enriquilloensis Shreve, 1968;
- Sphaerodactylus altavelensis lucioi Thomas & Schwartz, 1983;
- Sphaerodactylus altavelensis altavelensis Noble & Hassler, 1933.

## Поширення і екологія
Sphaerodactylus altavelensis мешкають на заході і півдні острова Гаїті, а також на сусідніх острівцях Альто-Вело і Касік. Вони живуть в сухих тропічних лісах, на бананових і кавових плантаціях, в сухих чагарникових заростях, у пальмовій савані та серед вапнякових скель. Зустрічаються на висоті від 30 до 125 м над рівнем моря. Живляться комахами і павуками, відкладають яйця.